# اکتور اوچوا
اکتور اوچوا (اسپانیایی: Héctor Ochoa‎; ۵ ژوئیهٔ ۱۹۴۲ – ۲۰ مهٔ ۲۰۲۰) بازیکن فوتبال اهل آرژانتین بود.
از باشگاه‌هایی که در آن بازی کرده‌است می‌توان به باشگاه فوتبال دپورتیوو مورون اشاره کرد.